# Mörre

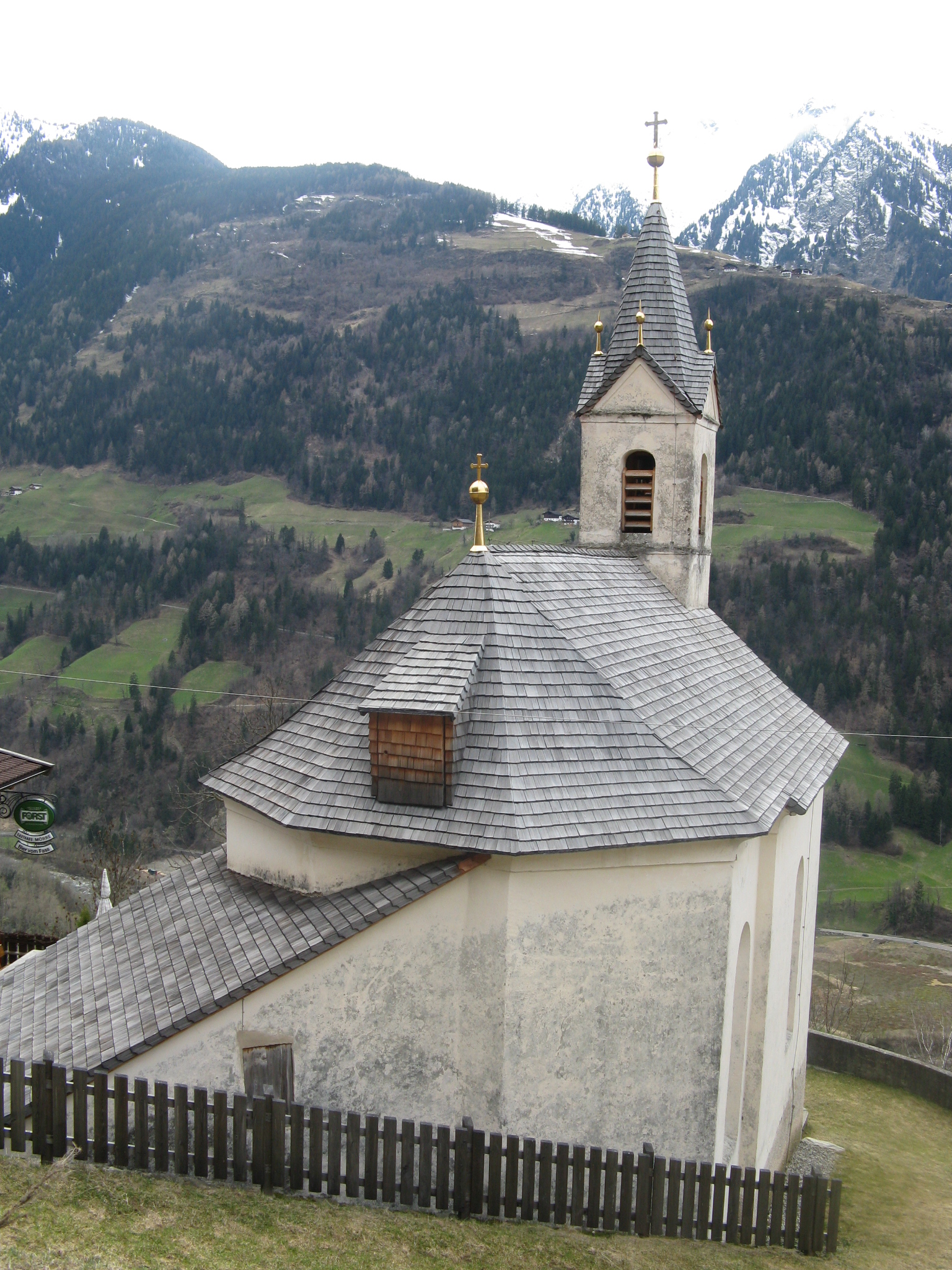
Wallfahrtskapelle Unserer Lieben Frau in der Mörre

Mörre (ital. Mora) ist eine Ortschaft in der Gemeinde St. Leonhard in Passeier in Südtirol mit ca. 50 Einwohnern. Mörre liegt auf der orographisch linken, östlichen Talseite von Passeier, gegenüber dem Gemeindegebiet von St. Martin auf der anderen Seite der Passer.
Mörre grenzt westlich der Passer an die zu St. Martin gehörende Fraktion Kalmtal, während die Fraktionen Schweinsteg im Süden und Prantach im Norden zum Gemeindegebiet von St. Leonhard gehören. Südöstlich grenzt Mörre an die Fraktion Tall der Gemeinde Schenna.

## Infrastruktur
Erreichbar ist der Ortsteil über eine schmale kurvige Bergstraße, die Mörrerstraße. Mörre besteht aus keinem zentralen Dorf, sondern aus mehreren Gehöften, die sich auf dem Mörrerberg verteilen. 
Ein Kreuzweg führt aufwärts zur Wallfahrtskapelle Unserer Lieben Frau in der Mörre (1848), die exponiert in ca. 750 m Höhe über dem Passeiertal liegt. Von dort aus blickt man weit in den Talgrund der Passer in Richtung Meran einerseits und nach St. Martin mit dem Golfplatz nördlich der Fraktion Quellenhof andererseits.

## Wallfahrtskirche
1739 schenkte ein Unbekannter dem Mörrer Bauern Hias ein Marienbild (Kopie nach Sassoferrato), der es zunächst in seiner Wohnstube aufbewahrte. Als der Hof daraufhin wirtschaftlich aufblühte, begannen Notleidende und Kranke aus der Umgebung, diesem Bild wundertätige Kräfte zuzuschreiben, und pilgerten zu dem Bild. 1752 baute Hias eine Kapelle, die 1848 durch den heutigen Bau ersetzt wurde.
Der barocke Altar, der das Gnadenbild der Mutter vom guten Rat birgt, wird von zwei Schnitzfiguren von Anton Ferner und seiner Werkstatt (1764, Passeier), links Leonhard von Limoges und rechts Damian, flankiert. Ein Votivbild, das den Tod des heiligen Josef thematisiert, stammt von Joseph Haller (1768), einem Vertreter der Passeirer Malerschule, die es im 18. und 19. Jahrhundert in St. Martin gab.
Weitere barocke Gemälde stellen das Jüngste Gericht (Sebastian Haid, um 1750) sowie den heiligen Johannes von Nepomuk dar.